# ويليام كامينغز
ويليام كامينغز (بالإنجليزية: William Cummings)‏ هو لاعب اتحاد الرغبي نيوزيلندي، ولد في 13 مارس 1889 في تيمارو ‏ في نيوزيلندا، وتوفي في 28 مايو 1955 في كرايستشرش في نيوزيلندا.